# Lissonota quadrata
Lissonota quadrata är en stekelart som beskrevs av Szepligeti 1899. Lissonota quadrata ingår i släktet Lissonota och familjen brokparasitsteklar. Inga underarter finns listade i Catalogue of Life.